# Jan Foldyna
Jan Foldyna (* 3. srpna 1956) je český politik a podnikatel, v letech 2012 až 2020 a opět od roku 2024 zastupitel Pardubického kraje, v letech 2010 až 2022 místostarosta města Dašice na Pardubicku, člen KSČM.

## Život
Před vstupem do politiky se živil jako podnikatel.
Jan Foldyna žije ve městě Dašice na Pardubicku.

## Politické působení
Je členem KSČM. Ve straně zastával pozici předsedy Okresní organizace KSČM Pardubice a v současnosti je předsesou Pardubické krajské rady KSČM.
V komunálních volbách v roce 2006 byl zvolen za KSČM z pozice lídra kandidátky do Zastupitelstva města Dašice na Pardubicku. Mandát ve volbách v roce 2010 obhájil, když kandidátku opět vedl. Navíc byl v listopadu 2010 zvolen místostarostou města. Ve volbách v roce 2014 opět obhájil mandát zastupitele města z pozice lídra kandidátky. V listopadu 2014 se stal již po druhé místostarostou, působí rovněž jako člen povodňové komise. Také ve volbách v roce 2018 obhájil mandát zastupitele města z pozice lídra kandidátky "Komunistická strana Čech a Moravy a nezávislí". Pokračuje i ve funkci místostarosty. Zvolen byl i ve volbách v roce 2022, když jako člen KSČM vedl kandidátku subjektu „Sdružení politické strany (Komunistická strana Čech a Moravy) a nezávislých kandidátů“. V říjnu 2022 však skončil ve funkci místostarosty města.
V krajských volbách v roce 2012 byl za KSČM zvolen zastupitelem Pardubického kraje. Působí rovněž jako člen výboru pro regionální rozvoj a evropské fondy. Ve volbách v roce 2016 byl lídrem kandidátky KSČM v Pardubickém kraji a post krajského zastupitele obhájil. Stejně tak byl lídrem i ve volbách v roce 2020, tentokrát však neuspěl, jelikož se strana do krajského zastupitelstva vůbec nedostala.
Ve volbách do Poslanecké sněmovny PČR v roce 2013 kandidoval za KSČM v Pardubickém kraji, ale neuspěl.
V krajských volbách v roce 2024 byl z pozice člena KSČM zvolen zastupitelem Pardubického kraje, když jako lídr vedl kandidátku koalice „STAČILO! (KSČM, ČSNS, ČSSD).